# Vụ án cầu Chương Dương
Vụ án cầu Chương Dương là chuỗi sự việc liên quan đến vụ nổ súng vào Nguyễn Việt Phương, một nhân viên giao vận tiền tệ tại Việt Nam. Sự kiện được đánh giá nổi bật khi hai tờ báo Đại Đoàn Kết và Phụ nữ Thủ đô đã góp phần định hướng dư luận, gây một phần sức ép đến bộ máy chính quyền trong quá trình tố tụng vụ án. Trường hợp đặc biệt này đã gây ngạc nhiên cho thế giới phương Tây khi vốn coi báo chí Việt Nam bị Đảng Cộng sản Việt Nam kiểm soát.
Khoảng 19 giờ (UTC+07:00) ngày 29 tháng 1 năm 1993 tại cầu Chương Dương, nạn nhân Nguyễn Việt Phương đang giao vận tiền trên xe máy cá nhân Honda Dream; trong khi nghi phạm Nguyễn Tùng Dương là trung úy cảnh sát giao thông đang trực tại trạm gác đầu cầu.
Nghiệp vụ điều tra phức tạp khi Viện kiểm sát nhân dân thành phố Hà Nội phải điều chuyển lại thẩm quyền cho Viện kiểm sát nhân dân tối cao tiếp nhận. Vụ án phải cần đến giám định pháp y của Bộ Quốc phòng để kết án, mặc dù trước đó Bộ Y tế và Bộ Công an đã lần lượt thực hiện giám định pháp y. Sau khi Tòa án nhân dân tối cao "giám đốc việc xét xử" trước khi mở lại phiên tòa sơ thẩm, Viện kiểm sát nhân dân thành phố Hà Nội đã thay đổi cáo trạng. Tại phiên tòa phúc thẩm, Tòa án nhân dân tối cao quyết định giữ nguyên bản án sơ thẩm của Tòa án nhân dân thành phố Hà Nội trước đó, tuyên án mức án tử hình theo tội danh "giết người nhằm chiếm đoạt tài sản".
Vụ án được một số Đại biểu Quốc hội Việt Nam dẫn chứng để Quốc hội Việt Nam thống nhất sửa đổi Luật Giám định tư pháp vào năm 2020. Học giả luật học và báo chí truyền thông cùng với luật gia tại Việt Nam cũng đánh giá dây là một dấu ấn nổi bật trong lịch sử nền tư pháp quốc gia này.

## Bối cảnh

### Hệ thống ngân hàng Việt Nam
Hệ thống ngân hàng tại Việt Nam chưa có phương thức chuyển tiền điện tử vào năm 1993, các giao dịch chuyển tiền tại đây đều phải giao vận trực tiếp mà không thông qua ngân hàng. Các giao dịch tiền mặt tại Hà Nội thời điểm đó thường được chuyển đến Thành phố Hồ Chí Minh để thanh toán tiền hàng hoặc đầu tư, thay vì gửi vào các ngân hàng có trụ sở tại Hà Nội.

### Nạn nhân
Nguyễn Việt Phương sinh ngày 27 tháng 12 năm 1972. Hộ khẩu thường trú tại nhà số 2, tổ 1, phường Phúc Xá, quận Ba Đình thuộc thủ đô Hà Nội; tốt nghiệp lớp 12B Trường Trung học phổ thông Phan Đình Phùng năm 1991. Ngoại hình nhỏ bé và cao khoảng 1,5 m. Phương biết chữ nhưng không được đào tạo bài bản trong công việc, một tình trạng chung của hàng ngàn thanh niên Hà Nội thời đó. Ông cố nội, ông nội, ông ngoại của Phương đều được chính phủ Việt Nam công nhận liệt sĩ trong chiến tranh Đông Dương.
Tháng 10 năm 1992, Phương được thuê làm nhân viên thời vụ tại công ty Dinaco (một liên doanh của Nhật Bản, Hồng Kông, Việt Nam do hãng LUC-ETRON đầu tư; Nguyễn Thanh Bình là đại diện theo pháp luật của pháp nhân). Tại đây, Phương là nhân viên văn phòng; phụ trách công việc dịch vụ liên quan đến vận tải, ngân hàng, giao vận, thu ngân, kết toán tiền hàng. Phương hàng tuần giao vận một túi nhựa màu đen chứa khoảng 50 triệu đồng trên xe máy cá nhân Honda Dream, lộ trình di chuyển vượt cầu Chương Dương sang sân bay Gia Lâm; sau đó chuyển giao cho một phi công tiếp vận đến thành phố Hồ Chí Minh vào hôm sau. Thời điểm xảy vụ án năm 1993 là ngày mùng 7 Tết Nguyên Đán, Phương khoảng 21 tuổi.

### Nghi phạm
Phó Trưởng phòng điều tra án trị an của Viện kiểm sát nhân dân thành phố Hà Nội Đặng Ngọc Yết, trích bài đăng "Về vụ bắn người trên cầu Chương Dương: Viết theo yêu cầu bạn đọc" năm 1993 trên Phụ nữ Thủ đô., 
Nguyễn Tùng Dương là trung úy cảnh sát giao thông, làm việc tại quận Hoàn Kiếm, công tác tại Công an thành phố Hà Nội khoảng gần 20 năm tính đến năm 1993. Dương sinh năm 1958, đã kết hôn và có hai con trai. Hộ khẩu thường trú tại nhà số 42 phố Âu Triệu, quận Hoàn Kiếm, Hà Nội. Ngoại hình khá cao to và lực lưỡng, biết võ thuật, từng là cầu thủ bóng đá.
Dương trước đó đã bị kỷ luật, nhưng chưa đến mức bị đuổi khỏi ngành công an. Vào buổi tối ngày 29 tháng 1 năm 1993, Dương cùng với một đồng nghiệp trực ca tại trạm gác hai đầu cầu Chương Dương. Thời điểm xảy vụ án năm 1993, Dương khoảng 35 tuổi.

### Truyền thông báo chí Việt Nam
Vào thập niên 1990, truyền thông báo chí tại Việt Nam ngày càng gia tăng tính linh hoạt, nhưng đồng thời cũng chịu sự kiểm duyệt chặt chẽ của chính phủ trong các vấn đề xã hội quan tâm; đặc điểm báo chí nội địa giai đoạn này tuy không có quyền tự chủ hoàn toàn nhưng cũng không bị kiểm duyệt hoàn toàn. Đảng Cộng sản Việt Nam và chính phủ Việt Nam kiểm duyệt gắt gao về chính trị hoặc bất đồng chính kiến ở Việt Nam; vì vậy một số tờ báo đã mặc nhiên được quyền tự chủ nhiều hơn trong đưa tin phóng sự điều tra tội phạm và tham nhũng, bao gồm cả những hành động lạm quyền và tham nhũng của các cơ quan hành chính công. Xuất bản báo chí tăng cường về vi phạm pháp lý của các cơ quan hành chính công và Công an nhân dân Việt Nam đem lại lợi ích đối với báo chí nội địa Việt Nam lẫn Đảng Cộng sản Việt Nam.

## Diễn biến

### Chuỗi sự kiện
Khoảng 19 giờ (UTC+07:00) ngày 29 tháng 1 năm 1993, Nguyễn Việt Phương khởi hành xe máy dọc phố Hàng Điếu, tiền để trong túi nhựa màu đen được ghì phía trong hai bên đùi, ông chủ Nguyễn Thanh Bình căn dặn "Đi nhanh về ăn nốt Tết Nguyên Đán cháu nhé". Khoảng 19 giờ 30 phút (UTC+07:00), Phương giao vận tiền sang địa giới huyện Gia Lâm như thường lệ; nhưng đến cầu Chương Dương thì bị một cảnh sát giao thông tại trạm gác đầu cầu kiểm tra. Giao thông trên cầu lúc này rất thưa thớt, thời tiết buốt giá. Cảnh sát này nhận thấy xe máy Honda Dream do Phương điều khiển không bật đèn điện chiếu sáng và di chuyển vào làn ô tô, nên đuổi theo tới đầu cầu phía bên địa giới huyện Gia Lâm và yêu cầu quay lại trạm gác đầu cầu hướng về nội thành Hà Nội. Khi cách đầu cầu hướng về nội thành Hà Nội khoảng 200 m, cả hai người đều dừng lại không rõ vì lý do gì.

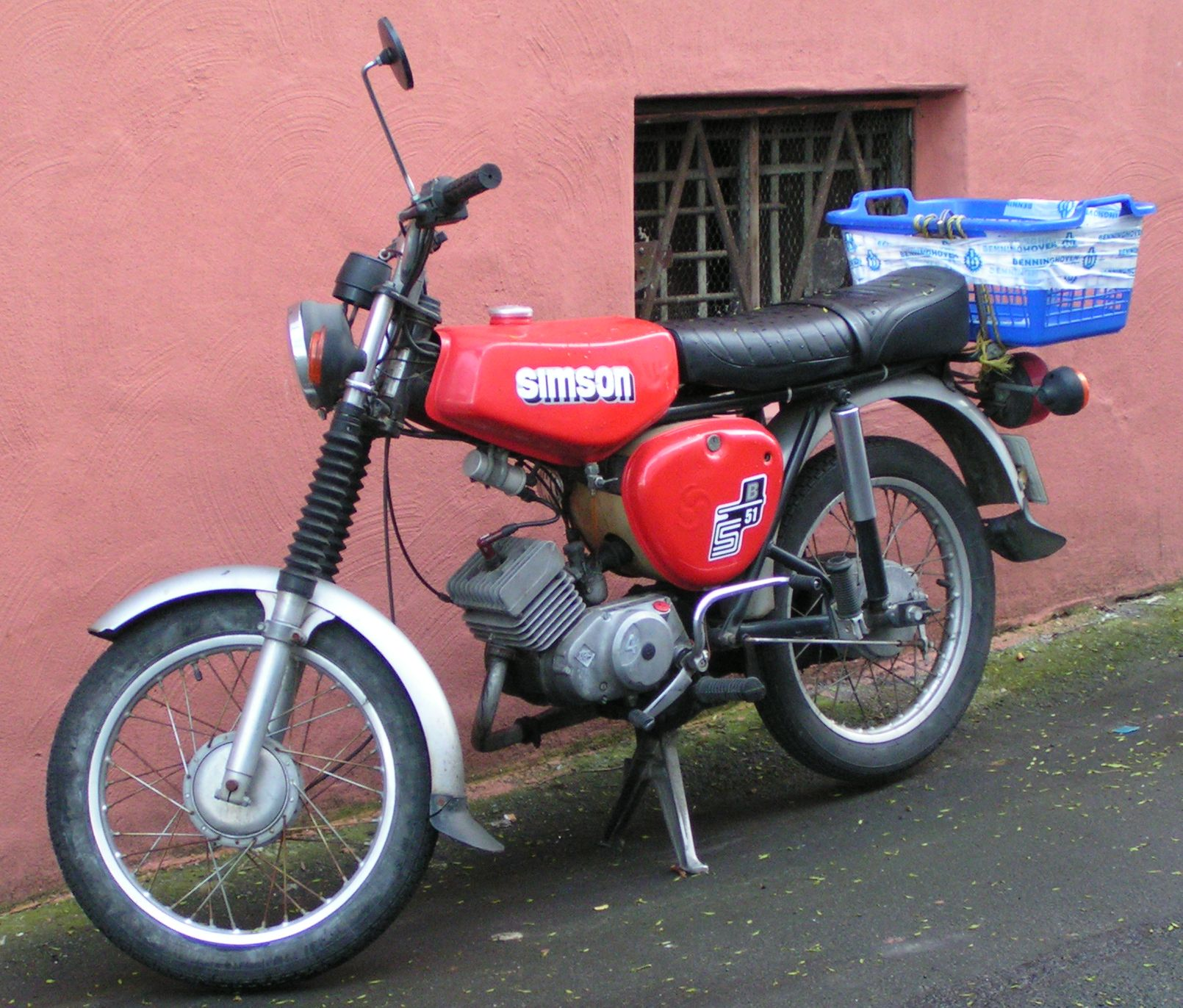
Xe Simson S51, dòng xe máy hai nhân chứng sử dụng.

Hai người xe ôm Phạm Kim Lâm và Ngô Văn Kiên đi xe máy Simson trên cầu Chương Dương hướng về huyện Gia Lâm cùng thời điểm này; bất chợt nghe tiếng kêu nhỏ yếu ớt "cướp, cướp, cướp" từ phía làn cầu đối diện ngược hướng vọng lại. Nhân chứng xe ôm đầu tiên Phạm Kim Lâm là cựu giáo viên dạy võ thuật chạy qua lan can chắn giữa cầu, đèn đường tại hiện trường rất thưa và là khu vực tối nhất trên cầu, Phạm Kim Lâm thoáng nhìn thấy một người choàng áo măng tô ngồi trên bụng một người đang nằm ngửa ở dưới mặt cầu. Thấy nhân chứng xe ôm Lâm lại gần, người này đứng dậy, tay phải găm súng vào bụng rồi nhặt mũ đội lên đầu.
Phương lúc này mới bật dậy lảo đảo nói nhỏ "anh ơi cứu em, cướp", rồi gục xuống đường với vết máu. Hiện trường thời điểm đó ghi nhận một người đội mũ Công an nhân dân Việt Nam tự thừa nhận bắn Phương mặc dù đã phủ nhận trước đó, hai xe máy đỗ theo chiều quay đầu hướng về nội thành Hà Nội. Cảnh sát giao thông này muốn nhờ nhân chứng Phạm Kim Lâm đưa nạn nhân về đồn công an Trần Nhật Duật giải quyết, nhưng nạn nhân thời điểm này sắp tắt thở và người nhũn ra. Nhân chứng Lâm chạy về trạm gác đầu cầu Hà Nội, thấy một thanh niên đang gác tại đó liền hỏi "Hôm nay cảnh sát đâu hết mà không có ông nào?"; người thanh niên liền trả lời "Có anh Minh cảnh sát lên trên đấy rồi". Phạm Kim Lâm chạy lại hiện trường và phát sinh nghi ngờ khi viên cảnh sát này đã không còn mặc áo măng tô.
Nhân chứng xe ôm thứ hai Ngô Văn Kiên nhặt một ống sắt nhiều lỗ (được cho giống như ống giảm thanh) bên cạnh đôi giày của nạn nhân; tò mò tiến đến nhấc một túi nhựa màu đen trên xe máy mới hơn thì viên cảnh sát vô tình nói "tiền đấy", chiếc xe máy đó sau này được xác nhận thuộc về viên cảnh sát. Vào thời điểm này, cảnh sát giao thông thứ nhất và hai nhân chứng cùng với hai người đi đường tiến hành thu dọn hiện trường để mang vật chứng về đồn công an Trần Nhật Duật.
Một cảnh sát giao thông thứ hai tên Minh xuất hiện, đảm nhiệm bảo vệ hiện trường. Nhân chứng xe ôm thứ nhất cùng với cảnh sát  đầu tiên đưa nạn nhân đến bệnh viện Việt Đức cấp cứu sau khi vẫy nhờ một ô tô. Khoảng 21 giờ 15 phút (UTC+07:00) ngày 29 tháng 1, Nguyễn Việt Phương tử vong ngay tại phòng cấp cứu của bệnh viện Việt Đức. Công an thành phố Hà Nội nhận thông báo sự việc, ban hành lệnh tạm giam cảnh sát thứ nhất, được xác nhận là trung úy Nguyễn Tùng Dương.
Các sĩ quan cảnh sát giao thông trên cầu Chương Dương và tại trụ sở quận Hoàn Kiếm đều phủ nhận với ông chủ cũng như bố đẻ của nạn nhân về bất kỳ tai nạn không mong muốn hoặc sự kiện bất thường nào khác đã thực sự xảy ra trên cầu. Cả hai người đã tìm kiếm Phương ở tất cả các bệnh viện tại Hà Nội trong suốt đêm mất tích; chỉ đến khi bố đẻ và ông chủ đến bệnh viện Việt Đức thì mới biết nạn nhân đã tử vong với tình trạng hai lỗ mũi nhét hai cục bông.

### Giám định pháp y
Công an thành phố Hà Nội trưng cầu Tổ chức Giám định pháp y trực thuộc Bộ Y tế tiến thành giám định pháp y thi thể nạn nhân Nguyễn Việt Phương. Phó Chủ nhiệm khoa Giải phẫu bệnh lý Nguyễn Phúc Cương và bác sĩ Nguyễn Trung Tuấn – cả hai đều công tác tại bệnh viện Việt Đức, đồng thời kiêm giám định viên của Tổ chức Giám định pháp y Trung Ương trực thuộc Bộ Y tế – ký biên bản GĐPY số 7831/PYGĐ. Biên bản pháp y ghi nhận gắp được hai viên đạn trong bụng và ngực trái của tử thi, đạn bắn theo hướng từ phía trước. Theo ghi nhận từ Phụ nữ Thủ đô, nội dung kết luận pháp y ghi lại có bốn vết đạn, trong đó hai vết đạn nguy hiểm nằm ở ngực phải, một vết đạn ở ngực trái làm thủng dạ dày. Nạn nhân ở tư thế khom người hoặc khẩu súng được đặt ở phía trên theo hướng chúc nòng xuống để bắn.
| Thời gian                | Tổ chức                                      | Giám định viên                                                                      | Đơn vị             | Nội dung biên bản | Tầm bắn | Tầm bắn | Nguồn             |
| Thời gian                | Tổ chức                                      | Giám định viên                                                                      | Đơn vị             | Nội dung biên bản | Dấu hiệu | Kết luận |                   |
| ------------------------ | -------------------------------------------- | ----------------------------------------------------------------------------------- | ------------------ | --- | --- | --- | ----------------- |
| Ngày 15 tháng 2 năm 1993 | Tổ chức Giám định pháp y Trưng Ương, Bộ Y tế | - Phó Chủ nhiệm khoa Giải phẫu bệnh lý Nguyễn Phúc Cương - Bác sĩ Nguyễn Trung Tuấn | Bệnh viện Việt Đức | - 02 đường đạn súng không xuyên thấu ở ngực - 01 đường đạn có lỗ vào ở dưới xương đòn phải, mép da quanh lỗ khuyết có vành đen, đầu đạn dừng lại ở khối cơ lưng bên trái - 01 đường đạn khác có lỗ đạn vào ở cạnh ngoài núm vú trái, đầu đạn nằm ở khối cơ lưng trái sát cột sống - 01 đường đạn súng xuyên thấu ngón cái bàn tay trái - Đường đạn xuyên thấu ngón cái bàn tay trái với lỗ vào ở mặt gan ngón cũng có mép da màu đen quanh lỗ khuyết, lỗ ra ở mặt mu ngón, rách da rộng | - Các chấn thương do súng đạn trên tử thi có vành đen - Có vết tụ máu ở xung quanh vết thương - Kết quả vi thể tìm thấy sản phẩm thuốc súng trong vết thương | "Bị ít nhất hai phát đạn ở tầm gần. Tầm đạn bắn là tầm gần, khoảng cách từ nòng súng đến vật cản dưới một mét, nhưng không kề sát." | GĐPY số 7831/PYGĐ |

## Phản ứng

### Gia đình nạn nhân
Vào buổi tối hôm nhận thi thể, Nguyễn Thị Lát – mẹ đẻ của nạn nhân – kể giấc mơ thấy Phương báo bị cảnh sát có nốt ruồi trên mặt bắn tử vong. Gia đình nạn nhân đã đặt một mâm cúng tế trên mặt cầu Chương Dương và may mắn gặp lại hai người xe ôm là nhân chứng duy nhất của vụ án. Nguyễn Văn Lát – bố đẻ của Nguyễn Việt Phương – cho rằng đây là một vụ cướp tiền không thành công, túi nhựa màu đen chứa tiền chưa kịp bị lấy đi khi một số nhân chứng đã bất ngờ xuất hiện tại hiện trường. Gia đình nạn nhân cảm thấy có chuyện mờ ám sau khi không nhận được bất cứ thông tin cụ thể nào tại trụ sở của Công an thành phố Hà Nội, Nguyễn Văn Lát đã lập tức đến các tòa soạn báo có trụ sở tại Hà Nội nhờ tác nghiệp điều tra nhưng đều bị từ chối.
Cuối cùng, Nguyễn Văn Lát đến gặp phóng viên Minh Tuấn, một nhóm phóng viên Đại Đoàn Kết sau đó đã đến thăm gia đình nạn nhân và bổ sung lời kể từ ông chủ Nguyễn Thanh Bình. Nhóm phóng viên xác nhận lại bối cảnh từ hai nhân chứng trên cầu và tiếp tục phỏng vấn tại bệnh viện Việt Đức; rồi thị sát thực địa hiện trường cùng Nguyễn Văn Lát – vị trí được khẳng định là khúc sông Hồng sâu nhất.

### Nhân chứng
Trích lời nhân chứng trên Đại Đoàn Kết số báo 38 ngày 18 tháng 9 năm 1993, trang 6, 
Hai nhân chứng xe ôm nhiều lần được Công an thành phố Hà Nội triệu tập, cả hai khẳng định không nghe thấy tiếng súng nổ và chỉ nghe thấy Phương kêu yếu ớt "cướp, cướp, cướp". Nhân chứng xe ôm thứ hai tái khẳng định nhìn thấy một ống sắt nhiều lỗ, trái ngược với một ống bơm xe đạp được nhân viên điều tra đem ra đối chứng.
Trong trường hợp này, "người làm chứng" đã nghiễm nhiên đồng thời trở thành "người tố giác tội phạm", đóng vai trò quan trọng "người tham gia tố tụng" theo Bộ luật tố tụng hình sự hiện hành tại Việt Nam. Nhân chứng không tham gia vào vụ án và không có quyền lợi liên quan đến vụ án, nhưng họ biết được những tình tiết có liên quan đến vụ án. Thạc sĩ luật học Phạm Văn Tỉnh tại Viện Nhà nước và Pháp luật cho rằng "phía chủ thể tiến hành tố tụng" vụ án cầu Chương Dương có tình trạng "thiếu tôn trọng" nhân chứng; đề nghị Bộ luật tố tụng hình sự bổ sung thêm quy định người làm chứng "phải được tôn trọng về nhân phẩm và danh dự trong mọi trường hợp" và "có quyền viết phiếu nhận xét thái độ làm việc của chủ thể tiến hành tố tụng".

### Bệnh viện Việt Đức
Hai phóng viên Minh Tuấn và Quốc Khánh đến bệnh viện Việt Đức phỏng vấn ban giám đốc cùng với nữ y tá trực ca tối ngày 29 tháng 1 năm 1993. Nữ y tá cho biết trung úy cảnh sát Nguyễn Tùng Dương đưa nạn nhân vào phòng cấp cứu trong tình trạng đã tử vong; viên cảnh sát ban đầu khai bệnh án với nguyên nhân tử vong là "tai nạn giao thông", sau đó sửa lại lời khai thành "bị bắn" khi nữ y tá hỏi về vết đạn trên thi thể.
Tại phòng pháp y bệnh viện, một bác sĩ khám nghiệm tử thi xác nhận với phóng viên có ba vết đạn theo thứ tự ở hõm vai gần cổ, vùng ngực gần tim, ngón tay cái. Kết luận một trong hai phát đạn đầu tiên đủ để Phương tử vong, giải phẫu xác nhận hai đầu đạn đều nằm lại trong cơ thể nạn nhân; phát đạn thứ ba gây khó hiểu khi bắn xuyên thủng ngón tay cái gần đứt lìa và cháy xém đen. Viên bắn ở gần cổ xuyên dọc xuống phía thắt lưng, chui dọc theo chiều cơ thể nên hết lực, đến vùng thắt lưng thì nằm lại. Viên bắn vào ngực vì vướng phải xương sống, nên bị mắc lại ở xương sống phía sau lưng.

### Nghi phạm
Sau khi yêu cầu Nguyễn Việt Phương quay lại đầu cầu Chương Dương hướng về nội thành Hà Nội, trung úy cảnh sát giao thông Nguyễn Tùng Dương từ mốc thời điểm này đã nhiều lần thay đổi lời khai và phát sinh nhiều điểm mâu thuẫn. Lý do yêu cầu dừng xe vì Phương vi phạm giao thông điều khiển xe máy trong làn ô tô và không bật đèn chiếu sáng. Theo một lời khai được điều tra viên ghi lại, Dương dừng xe máy để tiểu tiện, vô tình làm rơi súng ngắn K59 giắt bên người xuống mặt cầu, Phương chộp lấy và lên đạn đe dọa, hai bên giằng co khiến "súng bị cướp cò", dẫn đến nạn nhân tử vong. Nghi phạm khai nhận mặc áo nato tại hiện trường, trái ngược với lời khai mặc áo măng tô của hai nhân chứng và hai người đi đường.

## Hệ quả

### Điều tra
Biên bản khám nghiệm hiện trường và tử thi do Phòng kỹ thuật hình sự thuộc Công an thành phố Hà Nội lập, bản giám định pháp y do Tổ chức Giám định pháp y Trung Ương thuộc Bộ Y tế lập. Ngày 3 tháng 5 năm 1993, Công an thành phố Hà Nội tổ chức họp báo tại số 42 phố Hàng Bài thuộc trụ sở Tổng cục Cảnh sát, người đại diện thông cáo kết luận trung úy cảnh sát giao thông Nguyễn Tùng Dương phạm tội "vô ý giết người trong khi thi hành công vụ" (ngộ sát) do nguyên nhân "xô xát, giằng co nhau làm súng nổ". Hồ sơ vụ án được chuyển đến Viện kiểm sát nhân dân thành phố Hà Nội, đề nghị khởi tố theo Điều 103 của Bộ luật hình sự 1985; tội danh được ấn định hình phạt phạt tù hai năm hoặc hưởng án treo.
Phóng viên Minh Tuấn thuộc Đại Đoàn Kết đã chất vấn trực tiếp trên 10 câu hỏi, nhưng người phát ngôn đại diện Công an thành phố Hà Nội không trả lời thỏa đáng được bất kỳ câu hỏi nào. Phóng viên Hương Huyền thuộc Phụ nữ Thủ đô cho rằng kết luận này "trái với cơ sở khoa học của kết luận pháp y"; đồng thời khẳng định nạn nhân vẫn còn thở hắt ra rồi mới tắt thở ít phút sau đó tại phòng cấp cứu của bệnh viện Việt Đức, trái ngược với kết luận "đã chết trên đường đi cấp cứu" của Công an thành phố Hà Nội. Viện kiểm sát nhân dân thành phố Hà Nội phát hiện cảnh sát Dương hôm xảy ra án mạng đã dùng biển đăng ký xe giả mạo, đồng thời "súng bị cướp cò" thuộc diện thu hồi nhưng chưa giao nộp.

### Báo chí điều tra
Không đồng ý với buổi họp báo của Công an thành phố Hà Nội, Đại Đoàn Kết và Phụ nữ Thủ đô đã phái cử phóng viên thực hiện điều tra độc lập, xuất bản rộng rãi thông tin về vụ án tới công chúng từ cuối tháng 5 đến đầu tháng 6 năm 1993. Ngày 5 tháng 5 năm 1993, Phụ nữ Thủ đô nhấn mạnh "hy vọng Dương phải được xử đúng mức tội danh mặc dù người có tội là cảnh sát, để làm gương và để dân tin ở pháp luật".
Nguyễn Văn Lát kể về cuộc gặp mặt với kiểm sát viên kiêm Phó Trưởng phòng điều tra án trị an của Viện kiểm sát nhân dân thành phố Hà Nội Đặng Ngọc Yết, trích bài đăng "Cần truy tố tên Dương về tội giết người" ngày 19 tháng 6 năm 1993 trên Đại Đoàn Kết., 
Đại Đoàn Kết và Phụ nữ Thủ đô chỉ trích biên bản báo cáo điều tra từ phía công an; phủ nhận "súng bị cướp cò" khi tự đối chiếu hai chấn thương do súng đạn cách xa nhau, phân tích sự chênh lệch ngoại hình, vị trí hai xe máy và thời điểm vị trí đứng của hai người. Ngày 19 tháng 6 năm 1993, Đại Đoàn Kết đăng tải bức thư của bố đẻ Phương về việc xem xét lại chứng cứ giám định pháp y, nêu ra một số nghi vấn trong quá trình điều tra tội phạm và thủ tục khởi tố của phía công an, đề nghị khởi tố nghi phạm tội danh "giết người" theo Điều 101 của Bộ luật hình sự.
Đỉnh điểm mùa hè tháng 7 năm 1993, Đại Đoàn Kết và Phụ nữ Thủ đô đã đồng loạt xuất bản nhiều bài viết chỉ trích nghiệp vụ điều tra của các điều tra viên công an và kiểm sát viên; đồng thời phân tích chuyên ngành các chứng cứ của vụ án. Số ít loạt bài được viết bởi phóng viên báo chí, còn đa số được viết bởi nhiều công dân khác nhau với thuật ngữ pháp lý rất chi tiết (một học sinh trung học phổ thông và một bà mẹ ở Hà Nội, một thẩm phán hoặc một công chức ở Tòa án Quân sự Trung ương, một nhóm cán bộ hưu trí, một hộ kinh doanh ở Hà Nội khiếu nại Phó Trưởng phòng điều tra án trị an của Viện kiểm sát nhân dân thành phố Hà Nội Đặng Ngọc Yết lạm quyền, một nhóm độc giả tại Nha Trang, lá đơn ý kiến của hơn 2000 phụ nữ ở Võng La). Trong loạt bài này, Phụ nữ Thủ đô đã đặt câu hỏi về nghiệp vụ khi hồ sơ vụ án không có "biên bản khám và xác định kỹ thuật" chiếc xe máy của nạn nhân; cũng như tiết lộ gây sốc khi Phó Trưởng phòng điều tra án trị an của Viện kiểm sát nhân dân thành phố Hà Nội Hoàng Ngọc Cẩn gửi công văn yêu cầu Phụ nữ Thủ đô phải minh oan cho nghi phạm Nguyễn Tùng Dương. Sau tin nạn nhân mất, khoảng gần 40 người bạn học lớp 12B Trường Trung học phổ thông Phan Đình Phùng đã viết chung một đơn cáo buộc nghi phạm giết người, kèm theo chữ ký gửi về tòa soạn Phụ nữ Thủ đô.
Hai tờ báo trở thành tâm điểm quốc gia khi cáo buộc cá nhân Nguyễn Tùng Dương tội danh "giết người", sự kiện gây chấn động công chúng tại Việt Nam thời điểm đó. Tiến sĩ luật Mark Sidel tại Đại học Wisconsin–Madison cho rằng Đại Đoàn Kết do Mặt trận Tổ quốc Việt Nam chủ quản và đại diện cho tập hợp tầng lớp trí thức; trong khi Phụ nữ Thủ đô đã có những phóng sự được đón nhận nồng nhiệt về vấn nạn tham nhũng và bạo lực đối với phụ nữ trước đó.
| Trao đổi với Công an thành phố Hà Nội     | Giả thuyết | Kết luận |
| ----------------------------------------- | --- | --- |
| Chắc chắn Phương bị bắn chết vì chống cự. | Cảnh sát giao thông Nguyễn Tùng Dương yêu cầu Nguyễn Việt Phương dừng xe ở đoạn cầu tối, sau đó chủ động rút súng bắn phát đạn đầu tiên vào ngực nạn nhân nhưng đầu đạn bị mắc vào xương sống. Lúc này, Phương gục xuống theo phản xạ tự nhiên với một tay che vết thương và một tay quờ quạng cổ. Phát đạn thứ hai xuyên qua ngón tay cái đang quờ quạng cổ, xuyên vào hõm vai gần cổ và chạy dọc theo chiều cơ thể đang cúi, chạy đến vùng thắt lưng và nằm gần viên đạn thứ nhất. Phương chỉ kịp kêu "cướp, cướp, cứu với" trước khi tử vong. | - Tại sao không ai khác bị bắn trước đó khi lưu lượng hàng chục nghìn người qua cầu mỗi ngày - Lý do có thể đúng, nhưng chưa đủ. Đặt câu hỏi tại sao người thanh niên bị bắn khi thường xuyên vác nhiều xấp tiền qua cầu này. - Cho rằng Công an thành phố Hà Nội đã cáo buộc Nguyễn Tùng Dương tội danh nhẹ hơn so với thực tế thực sự diễn ra. |

Kể từ mùa thu năm 1993 đến đầu năm 1994, Đại Đoàn Kết và Phụ nữ Thủ đô vẫn tiếp tục đăng nhiều loạt bài chỉ trích gay gắt điều tra viên công an cũng như kiểm sát viên xử lý vụ án. Các tác giả viết trong giai đoạn này bao gồm nhóm phóng viên Đại Đoàn Kết, nhóm phóng viên Phụ nữ Thủ đô, ông chủ Nguyễn Thanh Bình, đạo diễn Đào Mộng Long, hai nhân chứng tại hiện trường.

### Phục hồi điều tra
Biên bản cuộc họp của Viện kiểm sát nhân dân tối cao ngày 12 tháng 8 năm 1993, 
Ngày 7 tháng 7 năm 1993, Công an thành phố Hà Nội gửi công văn số 62/PV11 đến Bộ Nội vụ, Viện kiểm sát nhân dân tối cao, Tòa án nhân dân tối cao nhằm tìm hướng xử lý vụ án.
Ngày 12 tháng 8 năm 1993, Viện kiểm sát nhân dân tối cao chủ trì với Bộ Nội vụ và Tòa án nhân dân tối cao thảo luận về "tầm bắn" cũng như "việc yêu cầu dừng xe rồi xô xát với Phương có thuộc phạm vi công vụ hay không" để xác định tội danh của Nguyễn Tùng Dương. Ngày 14 tháng 8 năm 1993, Phó Viện trưởng Viện kiểm sát nhân dân tối cao Nguyễn Văn Thìn ban hành Quyết định số 30/KSDT-TA điều chuyển hồ sơ vụ án ra khỏi thẩm quyền của Viện kiểm sát nhân dân thành phố Hà Nội, đồng thời Cơ quan điều tra Viện kiểm sát nhân dân tối cao tiếp nhận vụ án.
Ngày 16 tháng 8 năm 1993, Viện kiểm sát nhân dân tối cao ban hành yêu cầu số 97/DT, nội dung điều chuyển bị can Nguyễn Tùng Dương từ nhà tù Hỏa Lò (do Công an thành phố Hà Nội quản lý) đến một cở sở giam giữ khác do Bộ Tư lệnh Thủ đô Hà Nội quản lý. Sau khi nhận giải trình "đạn bắn tầm gần" của giám định viên thuộc Bộ Y tế, Cục trưởng Cục Cảnh sát điều tra (C16) gửi công văn 592/P4 đề nghị Viện Khoa học hình sự thẩm định lại bản giám định pháp y của Bộ Y tế.
| Thời gian                | Tổ chức    | Đơn vị                | Tầm bắn                                              | Tầm bắn | Tầm bắn | Nguồn            |
|                          |            |                       | Dấu hiệu                                             | Thẩm định | Kết luận |                  |
| ------------------------ | ---------- | --------------------- | ---------------------------------------------------- | --- | --- | ---------------- |
| Ngày 28 tháng 8 năm 1993 | Bộ Công an | Viện Khoa học hình sự | Vành đen (chùi, quệt, bẩn)                           | - Do dầu lau nòng súng bám trên đầu đạn tạo ra (nếu có) - Chỉ là một dấu hiệu của lỗ đạn vào ở khoảng cách bắn mà hơi thuốc súng không đủ mạnh để phá rộng lỗ đạn, không phải dấu hiệu đặc trưng của tầm bắn gần | - Chứng cứ giám định pháp y của Bộ Y tế không phải là căn cứ để kết luận tầm gần - Tìm thấy "sản phẩm thuốc súng" bằng xét nghiệm vi thể là rất "văng mạng", không biết đó là "sản phẩm" nào trong 4 yếu tố phụ - Nghiên cứu ảnh lỗ đạn vào trên áo và da nạn nhân, không thấy dấu vết 4 yếu tố phụ | Công văn 403/C21 |
| Ngày 28 tháng 8 năm 1993 | Bộ Công an | Viện Khoa học hình sự | Tụ máu quanh vết thương                              | Chỉ là biểu hiện chung của ngoại lực tác động lên cơ thể sống | - Chứng cứ giám định pháp y của Bộ Y tế không phải là căn cứ để kết luận tầm gần - Tìm thấy "sản phẩm thuốc súng" bằng xét nghiệm vi thể là rất "văng mạng", không biết đó là "sản phẩm" nào trong 4 yếu tố phụ - Nghiên cứu ảnh lỗ đạn vào trên áo và da nạn nhân, không thấy dấu vết 4 yếu tố phụ | Công văn 403/C21 |
| Ngày 28 tháng 8 năm 1993 | Bộ Công an | Viện Khoa học hình sự | Vi thể tìm thấy sản phẩm thuốc súng trong vết thương | Không phải vi thể bởi: - Khi bóp cò, thuốc đạn cháy tạo ra 4 yếu tố phụ, trong đó nhiệt và hơi là vô hình không thể xác định bằng vi thể (soi tiêu bản mô ở lỗ đạn vào trên kính hiển vi) - Mặt khác, nếu da, cơ ở lỗ đạn vào dính bụi và hạt thuốc súng, qua nhiều công đoạn xử lý mẫu mô tại phòng thí nghiệm với nhiều loại hóa chất dung dịch, rồi cắt lát mỏng 3–4 micromet và qua các công đoạn nhuộm màu để thành tiêu bản. Chắc chắn bụi và hạt thuốc súng sẽ biến mất. - Để xác định có bụi và hạt thuốc súng (màu xám đen, nâu đen, xám nâu) cần: - vật cản sáng màu đơn giản chỉ cần mắt thường, kính lúp và chụp ảnh - vật cản tối màu (như vải đen) hoặc lượng bụi, hạt thuốc súng ít phải thu vật cản để nghiên cứu tại phòng thí nghiệm bằng các phương pháp khoa học khác | - Chứng cứ giám định pháp y của Bộ Y tế không phải là căn cứ để kết luận tầm gần - Tìm thấy "sản phẩm thuốc súng" bằng xét nghiệm vi thể là rất "văng mạng", không biết đó là "sản phẩm" nào trong 4 yếu tố phụ - Nghiên cứu ảnh lỗ đạn vào trên áo và da nạn nhân, không thấy dấu vết 4 yếu tố phụ | Công văn 403/C21 |

Ngày 28 tháng 8 năm 1993, Viện Khoa học hình sự thuộc Bộ Công an gửi công văn 403/C21 đến Cục Cảnh sát điều tra (C16); nội dung nêu "không đủ cơ sở để kết luận". Ngày 29 tháng 9 năm 1993, Cơ quan điều tra Viện kiểm sát nhân dân tối cao trưng cầu Viện Pháp y Quân đội thuộc Bộ Quốc phòng khai quật tử thi để giám định pháp y lại đường đạn.
| Thời gian                 | Tổ chức       | Giám định viên                                                  | Đơn vị               | Tầm bắn                                                   | Nguồn          |
| ------------------------- | ------------- | --------------------------------------------------------------- | -------------------- | --------------------------------------------------------- | -------------- |
| Ngày 16 tháng 10 năm 1993 | Bộ Quốc phòng | Đại tá Vũ Ngọc Thụ – Viện trưởng Viện Giám định Pháp y Quân đội | Viện Pháp y Quân đội | Cả ba vết thương trên tử thi không có dấu vết của tầm gần | Bản GĐPY 17.93 |

Ngày 27 tháng 11 năm 1993, Phó Viện trưởng Viện kiểm sát nhân dân tối cao Nguyễn Văn Thìn thông cáo báo chí rằng "vụ án rất phức tạp"; hồ sơ vụ án "chỉ gồm bị can và bị hại có mặt tại hiện trường khi sự việc xảy ra, nạn nhân tử vong trên đường đến bệnh viện" cùng với "nhân chứng có mặt sau khi sự việc đã xảy ra". Nguyễn Văn Thìn khẳng định đã có một phiên họp chuyên viên cấp cao ba ngành (Bộ Nội vụ, Viện kiểm sát nhân dân tối cao, Tòa án nhân dân tối cao) về vụ án; đồng thời tiết lộ Cơ quan điều tra Viện kiểm sát nhân dân tối cao đã thẩm định lại toàn bộ hồ sơ vụ án và trưng cầu giám định khoa học pháp y (kể cả khai quật tử thi), kèm theo giám định vũ khí và thực nghiệm mô phỏng bắn thử.
Ngày 15 tháng 1 năm 1994, Viện kiểm sát nhân dân tối cao chịu áp lực rất lớn khi chuẩn bị ban hành quyết định truy tố Dương và chuyển sang giai đoạn cáo trạng xét xử vụ án. Đại Đoàn Kết tiếp tục đặt câu hỏi về chi tiết "Tùng Dương xô xát với Việt Phương rồi dẫn đến nạn nhân tử vong có thuộc phạm vi công vụ hay không", đồng thời đã xuất bản một nội dung được gọi là "bản thảo" kết luận điều tra (danh mục "cấm") về việc nâng tội danh thành giết người theo Điều 101 của Bộ luật hình sự. Bị can Tùng Dương tiếp tục khẳng định có xô xát với Việt Phương và súng ngắn K59 đã bắn vào nạn nhân, nhưng không biết gì về túi nhựa màu đen chứa 50 triệu đồng.
Ngày 28 tháng 1 năm 1994, Cơ quan điều tra Viện kiểm sát nhân dân tối cao ban hành cáo trạng truy tố tội danh giết người theo Điều 101 của Bộ luật hình sự Việt Nam dựa trên các chứng cứ vật lý của chính các điều tra viên thuộc Viện kiểm sát nhân dân tối cao và biên bản giám định pháp y từ Viện Pháp y Quân đội, biên bản đối chất của các nhân chứng, bản khai nhận của bị can Dương. Cáo trạng đã bác bỏ lời khai của Dương về việc "Việt Phương đã với tay lấy khẩu súng, hai bên giằng co khiến súng bị cướp cò". Tuy nhiên, ban lãnh đạo của Cơ quan điều tra Viện kiểm sát nhân dân tối cao đã không quyết định cáo buộc Tùng Dương có âm mưu cướp, để ngỏ khả năng về cáo trạng bản án nhẹ hơn.
Điều này dẫn đến tâm lý phẫn nộ của công chúng tại Hà Nội khi Đại Đoàn Kết và Phụ nữ Thủ đô đã xuất bản bài viết phân tích Điểm C, Khoản 1, Điều 101 Bộ luật hình sự cùng với lời kêu cứu tại hiện trường của nạn nhân. Sau khi hoàn tất báo cáo điều tra, Viện kiểm sát nhân dân tối cao chuyển thẩm quyền hồ sơ vụ án lại cho Viện kiểm sát nhân dân thành phố Hà Nội. Tháng 2 năm 1994, Viện kiểm sát nhân dân thành phố Hà Nội ban hành cáo trạng tội danh giết người theo Khoản 2, Điều 101 Bộ luật hình sự; điều này một lần nữa dẫn đến tâm lý phẫn nộ của công chúng vì kết án từ 5 năm đến 20 năm thay vì chung thân hoặc tử hình. Ngày 13 tháng 4, Phụ nữ Thủ đô xuất bản bài viết nêu quan điểm của một nhóm phụ nữ tại làng Phúc Xá trên trang nhất, nội dung cáo buộc nghi phạm tội danh cướp.

## Xét xử
Sau hai năm, với ba phiên tòa xét xử cùng ít nhất ba cuộc điều tra chính thức và một lần "giám đốc việc xét xử" từ Tòa án nhân dân tối cao, chuỗi sự kiện trên cầu Chương Dương vào buổi tối hôm đó vẫn còn mập mờ.

### Sơ thẩm
Ngày 12 tháng 5 năm 1994, Tòa án nhân dân thành phố Hà Nội ấn định phiên xét xử sơ thẩm bị cáo Nguyễn Tùng Dương, hơn 1.000 người tụ tập quanh trụ sở tòa án trên đường Hai Bà Trưng để theo dõi qua loa phóng thanh. Tranh tụng từ ngày 12 tháng 5 đến ngày 14 tháng 5, hội đồng xét xử bao gồm hai thẩm phán và ba hội thẩm nhân dân. Phòng xử án bao gồm gia đình Tùng Dương, gia đình Việt Phương, các đồng nghiệp của Dương, đại diện phóng viên từ các tòa soạn báo, các công chức tòa án và cán bộ viện kiểm sát, các công dân được cấp phép giấy mời. Phụ nữ Thủ đô cho rằng "chưa bao giờ trong lịch sử Tòa án nhân dân thành phố Hà Nội xảy ra một phiên tòa quy mô như thế này". Ngày 13 tháng 5, Phụ nữ Thủ đô xuất bản tâm thư của gia đình nạn nhân, nội dung chỉ trích gay gắt Viện kiểm sát nhân dân thành phố Hà Nội vì đã truy tố tội danh nhẹ hơn về hành vi giết người.
Viện kiểm sát nhân dân thành phố Hà Nội muốn bị cáo Dương có thể bị phạt tù 20 năm với tội danh giết người nhẹ hơn. Ngày 14 tháng 5, Chánh án Tòa án nhân dân thành phố Hà Nội Đặng Minh Ngọc quyết định trả lại hồ sơ vụ án cho Viện kiểm sát nhân dân thành phố Hà Nội; yêu cầu điều tra bổ sung làm rõ bối cảnh động cơ giết người của Nguyễn Tùng Dương do lời khai của các bên còn nhiều mâu thuẫn. Phụ nữ Thủ đô hoan nghênh quan điểm chung rằng Tùng Dương thực sự phạm một tội giết người nào đó, khen ngợi công tác tổ chức chuyên nghiệp của phiên tòa, nhưng cảm thấy "đáng tiếc" khi cuộc điều tra vẫn tiếp tục kéo dài sau 16 tháng nạn nhân tử vong. Đại Đoàn Kết hoan nghênh "không có quan điểm trái ngược" với nhận định Dương phạm tội giết người, nhưng cũng đặt ra thuyết âm mưu về phiên tòa xét xử với hồ sơ vụ án mập mờ.
Xã luận trên Phụ nữ Thủ đô ngày 10 tháng 8 năm 1994, 
Trong thời gian Viện kiểm sát nhân dân thành phố Hà Nội bổ sung hồ sơ vụ án, Phụ nữ Thủ đô và Đại Đoàn Kết tiếp tục gây áp lực khi xuất bản giám định pháp y của Viện Pháp y Quân đội và nêu ra nhiều sai phạm trong công tác điều tra ban đầu, nguyên nhân cho rằng kiểm sát viên chưa đưa vào phần tranh tụng của phiên tòa sơ thẩm. Ngày 28 tháng 5, Phó Chánh án Tòa án nhân dân thành phố Hà Nội đã phải đăng đàn giải trình trên Đại Đoàn Kết về lý do các thẩm phán phiên tòa quyết định trả lại hồ sơ vụ án để điều tra lại. Tháng 6 năm 1994, Phụ nữ Thủ đô đối chứng rằng Dương đã đi cùng nạn nhân đến bệnh viện và túi nhựa màu đen chứa 50 triệu đồng đã biến mất trong chuyến đi đó, trái ngược với lời khai của nghi phạm; đồng thời kêu gọi tòa án và kiểm sát viên cảnh cáo các nhân chứng của nghi phạm phải trả lời trung thực. Tháng 8 năm 1994, Viện kiểm sát nhân dân thành phố Hà Nội một lần nữa tuyên bố không đủ chứng cứ rõ ràng để xác định bị can Dương có âm mưu cướp, do đó đã đẩy quyền quyết định trở lại cho Tòa án nhân dân thành phố Hà Nội.

### Mở lại sơ thẩm
Tòa án nhân dân tối cao quyết định tổ chức phiên họp "giám đốc việc xét xử" hồ sơ vụ án, đây là sự kiện làm xoay chuyển nội dung hồ sơ vụ án của Viện kiểm sát nhân dân thành phố Hà Nội. Ngày 15 tháng 9 năm 1994, Viện kiểm sát nhân dân thành phố Hà Nội ban hành cáo trạng số 636, quyết định truy tố Nguyễn Tùng Dương tội danh "giết người có tính chất côn đồ" theo Điểm G, Khoản 1, Điều 101 Bộ luật hình sự; không có tội danh cướp nhưng mức án có thể tử hình. Đại Đoàn Kết xuất bản bài viết "Phải có công lý cho người sống và công lý cho người chết", trong đó dẫn lời của một số luật gia nội địa về các chứng cứ có thể liên quan đến tội danh cướp và giết người.
Chánh án Tòa án nhân dân thành phố Hà Nội Đặng Minh Ngọc nhận định ngày 21 tháng 10 năm 1994. Trích từ bài đăng ngày 27 tháng 10 năm 1994 trên Lao Động, 
Tòa án nhân dân thành phố Hà Nội mở lại phiên xét xử sơ thẩm, tranh tụng từ ngày 19 đến ngày 21 tháng 10, hơn 10.000 người tụ tập quanh trụ sở tòa án trên đường Hai Bà Trưng. Tại phiên tranh tụng ngày 19 tháng 10, kiểm sát viên, luật sư của bị cáo, luật sư của bị hại phát biểu; trong khi bị cáo Dương bị chất vấn. Ngày 20 tháng 10, Dương khai nhận "cầm súng ngắn K59 trên tay" khi đạn phát nổ, và "đạn phát nổ một cách tình cờ"; Viện kiểm sát nhân dân tối cao đã phải triệu tập Viện trưởng Viện Giám định Pháp y Quân đội Vũ Ngọc Thụ để mô phỏng xác thực theo lời khai này tại phiên tòa sơ thẩm.
Ngày 21 tháng 10 năm 1994, hội đồng xét xử tuyên án Nguyễn Tùng Dương về tội danh giết người "được thúc đẩy bởi các mục đích hèn hạ nhằm thực hiện hoặc che giấu một hành vi phạm tội khác". Phán quyết tuyên xử bị cáo Nguyễn Tùng Dương nhận mức án tử hình, trong khi tội danh "cướp" không đủ chứng cứ.
Trích bản án số
701/HS-TA ngày 21 tháng 10 năm 1994, 
Hàng vạn người theo dõi bên ngoài phòng xử án đã reo hò, Nguyễn Văn Lát và luật sư bảo vệ bị hại Hùng được người dân công kênh dọc theo một đoạn đường dài. Im lặng trong suốt quá trình tố tụng vụ án, các tờ báo chính thống, báo công đoàn, báo địa phương của Hà Nội, cả một số tờ báo do Đảng Cộng sản Việt Nam trực tiếp điều hành đã bắt đầu xuất bản thông tin về phán quyết. An ninh Thủ đô do Công an thành phố Hà Nội chủ quản đã thực hiện xuất bản một loạt bài viết kéo dài từ 23 tháng 10 đến ngày 1 tháng 11 năm 1994, được viết bởi nhiều công dân khác nhau (một học sinh trung học phổ thông ở Hà Nội, một bà mẹ đại diện cho nhóm phụ nữ trong xóm, một bác sĩ tại Bệnh viện Thăng Long đại diện cho nhóm đồng nghiệp, một cán bộ hưu trí ở huyện Kim Liên, một nữ nghệ sĩ đại diện cho nhóm diễn viên tại Đoàn kịch Tuổi Trẻ, vợ một người lính) nhằm chỉ trích mức độ nghiêm trọng của bản án hoặc tội danh bị cáo đã nhận. Trong thời gian chờ đợi phiên tòa phúc thẩm, Đại Đoàn Kết và Phụ nữ Thủ đô tiếp tục bảo vệ bản án, tố cáo đích danh họ tên những quan chức đã trì hoãn điều tra vụ án; trong khi An ninh Thủ đô và các tờ báo an ninh khác phẫn nộ trước bản án sơ thẩm.

### Phúc thẩm
Tòa án nhân dân tối cao quyết định mở phiên xét xử phúc thẩm sau khi Nguyễn Tùng Dương kháng cáo bản án và mức án của phiên tòa sơ thẩm, tranh tụng từ ngày 13 đến ngày 15 tháng 12 năm 1994. Hàng nghìn người tụ tập quanh trụ sở để theo dõi quá trình tố tụng qua loa phóng thanh. Thời điểm ngày 13 tháng 12, một đám đông [lo ngại phiên tòa phúc thẩm sẽ làm suy yếu bản án] đã đụng độ với lực lượng cảnh sát bảo vệ tòa án, cảnh sát đã trấn áp vài nghìn người bằng dùi cui và lá chắn mặc dù không rõ bên nào khiêu khích trước.
Ngày 15 tháng 12, Tòa án nhân dân tối cao quyết định giữ nguyên bản án của Tòa án nhân dân thành phố Hà Nội, lưu ý rằng vụ án đã gây "hậu quả xấu về chính trị và xã hội", tuyên án tử hình Nguyễn Tùng Dương về tội danh giết người. Bản án được truyền thông báo chí nội địa đưa tin tới công chúng, trong đó bao gồm cả những tờ báo trước đây không dành sự quan tâm đến vụ án.
Phó Chánh án Tòa án nhân dân tối cao kiêm chủ tọa phiên tòa phúc thẩm Đỗ Cao Thắng nhận định ngày 24 tháng 12 trên Đại Đoàn Kết, 
Lực lượng cảnh sát quốc gia và cảnh sát Hà Nội giận dữ về cách đối xử với viên trung úy cũng như lực lượng của họ; nhánh hành pháp này đã không có khả năng kiểm soát kết quả vụ án, không thể dàn xếp hòa giải với nhánh tư pháp. Nhiều nỗ lực xoa dịu công khai đã được tiến hành cẩn thận trước công luận, báo chí nhanh chóng dừng đưa tin về vụ án và Phó Chánh án Tòa án nhân dân tối cao Đỗ Cao Thắng nêu nhận định đăng trên Đại Đoàn Kết. Tháng 1 và tháng 2 năm 1995, Dương lần lượt nộp "đơn xin ân giảm" đến Chủ tịch nước Cộng hòa xã hội chủ nghĩa Việt Nam Lê Đức Anh theo quy định của Bộ luật tố tụng hình sự, Văn phòng Chủ tịch nước đã xin ý kiến của Chánh án Tòa án nhân dân tối cao và Viện trưởng Viện kiểm sát nhân dân tối cao.

### Thi hành án
Năm 1993, Trại giam số 1 Hà Nội chuyển trụ sở về xã Xuân Phương, đồng thời thành lập Trường bắn Cầu Ngà. Ngày 27 tháng 2 năm 1995, Chủ tịch nước Cộng hòa xã hội chủ nghĩa Việt Nam Lê Đức Anh ban hành Quyết định số 333/CTN chính thức bác đơn xin khoan hồng, thể theo đề nghị của Chánh án Tòa án nhân dân tối cao và Viện trưởng Viện kiểm sát nhân dân tối cao. Cùng ngày, Chánh án Tòa án nhân dân thành phố Hà Nội Đặng Minh Ngọc ban hành quyết định thi hành bản án của tòa án phúc thẩm theo Bộ luật tố tụng hình sự và thành lập hội đồng thi hành án. Hội đồng thi hành án bao gồm Chánh án Tòa án nhân dân thành phố Hà Nội, Cục trưởng Cục Thi hành án Viện kiểm sát nhân dân thành phố Hà Nội, Phó giám đốc Công an thành phố Hà Nội, cùng đại diện một số cơ quan liên quan.
Khoảng 3 giờ (UTC+07:00) ngày 5 tháng 3, tù nhân Nguyễn Tùng Dương xin ăn phở và hút thuốc lá trước khi bị áp giải đến Trường bắn Cầu Ngà. Khoảng 4 giờ 30 phút (UTC+07:00) ngày 5 tháng 3, kỹ thuật viên hình sự lấy dấu vân tay của tù nhân ngay tại chỗ và đối chiếu với hồ sơ lưu trữ. Nguyễn Tùng Dương đã được đọc trực tiếp quyết định bác đơn xin ân giảm án tử hình của Chủ tịch nước Cộng hòa xã hội chủ nghĩa Việt Nam Lê Đức Anh và quyết định thi hành án của Chánh án Tòa án nhân dân thành phố Hà Nội Đặng Minh Ngọc. Sau đó, Dương ký vào biên bản tố tụng và gặp mặt gia đình lần cuối trước khi bị áp giải đến pháp trường. Buổi thi hành án được chỉ huy bởi thượng tá Hồ Như Vọng, loạt đạn súng trường đầu tiên và sau đó kết thúc bằng súng lục. Hồ Như Vọng cho rằng bị án phạm tội nhưng không được nhận khoan hồng mức án chung thân do chịu sức ép từ công luận. Bác sĩ pháp y tiến hành khám nghiệm tử thi của bị án, sau đó ký vào biên bản xác nhận. Đại úy Lê Quy Long – công an làm việc tại Trường bắn Cầu Ngà –  cho biết một số người dân đã lan truyền tin giả tù nhân bị đánh tráo trước khi thi hành án. Ân xá Quốc tế coi sự kiện này là xác nhận chính thức đầu tiên về một bản án tử hình được thi hành tại Việt Nam kể từ năm 1985.
Tất cả các tờ báo đưa tin tóm tắt buổi hành quyết ngắn gọn giống như một bản điện báo của chính phủ, nhưng phóng viên Bùi Công Lý của Hà Nội mới lại cung cấp một báo cáo chi tiết với những thuật ngữ mang ngụ ý ám chỉ sự hiện diện tại chính sự kiện này. Đại Đoàn Kết xếp sự kiện vào danh sách "10 vụ án tai tiếng nhất năm 1994".

## Tác động

### Gia đình nạn nhân
Sau vụ án, Nguyễn Văn Lát – bố của Nguyễn Việt Phương – nhập học Trường Đại học Luật Hà Nội hệ đào tạo tại chức và trở thành luật sư sau khi tốt nghiệp vào năm 1999. Ông chia sẻ rằng "sau vụ án con tôi, tôi thấy có rất nhiều người dân bị oan khuất. Nếu họ không hiểu luật thì họ rất khó bào chữa cho mình và bị thua thiệt. Tôi muốn trở thành luật sư để giúp những người có cảnh ngộ oan ức như gia đình tôi đã từng bị".

### Truyền thông Việt Nam
Nhân dịp kỷ niệm 80 năm ngày thành lập, Đại Đoàn Kết nhận định "vụ án cầu Chương Dương" gây được tiếng vang hiệu ứng xã hội về công lý, thay đổi phương pháp điều tra xét xử của ngành hành pháp và tư pháp tại Việt Nam. Phóng viên Minh Tuấn cho rằng "Bộ Công an phải trưng cầu cơ quan giám định pháp y của Bộ Quốc phòng giám định lại" vì "dư luận không tin tưởng giám định pháp y của Công an, cũng như của Bộ Y tế".
Phóng viên Hồ Cúc Phương đánh giá báo Phụ nữ Thủ Đô nổi bật giữa làng báo chí tại Việt Nam vào năm 1993 nhờ loạt phóng sự điều tra "vụ án cầu Chương Dương". Nguyễn Văn trên Lao Động nhận định kết luận sai lầm bản giám định pháp y của Bộ Y tế do "tình trạng thiếu trầm trọng giám định viên pháp y" trong giai đoạn đó, dẫn đến việc "bổ nhiệm bác sỹ chuyên khoa giải phẫu bệnh lý làm giám định viên pháp y kiêm nhiệm"; trong khi giám định viên pháp y phải hiểu biết rất nhiều lĩnh vực chuyên môn khác ngoài giải phẫu bệnh lý.
Tiến sĩ luật Mark Sidel kết luận trong "Mass Media in Vietnam" năm 1998, 
Tiến sĩ luật Mark Sidel tại Đại học Wisconsin–Madison nhận định rằng "trường hợp này cho thấy đôi khi truyền thông báo chí tại Việt Nam đã chiếm lĩnh không gian điều tra tội phạm và tranh tụng do nhà nước cấp quyền chức năng cho nó, dẫn đến tạo ra lý thuyết cú hích tham số vượt quá những gì chính quyền dự đoán hoặc mong đợi; đồng thời củng cố tuyên bố của nó về tiếng nói đại diện cho công luận".

### Giới luật gia Việt Nam
Luật sư Trương Anh Tú (Chủ tịch Công ty Luật TNHH Trương Anh Tú) nhìn nhận "vụ án cầu Chương Dương" là vụ án lớn với sự góp mặt của luật sư bảo vệ bị hại, trong khi bối cảnh thập niên 1990 với số lượng ít luật sư hành nghề, thời điểm đó truyền thông Việt Nam mới bắt đầu phỏng vấn quan điểm của giới luật gia.
Theo một bài phỏng vấn của Dân Việt năm 2010, Trưởng văn phòng luật sư Nguyễn Hồng Bách dẫn chứng "vụ án cầu Chương Dương" như một minh họa điển hình về việc cần có pháp y Quân đội nhân dân Việt Nam độc lập trong các sự việc liên quan đến Công an nhân dân Việt Nam.

### Học giả luật học
Ngày 29 tháng 10 năm 1997, Viện Nghiên cứu khoa học Pháp lý thuộc Bộ Tư pháp xuất bản đề tài mã số 95-98-109-/ĐT do Nguyễn Tất Viễn chủ nhiệm. Nội dung cho rằng vụ án cầu Chương Dương đã thể hiện việc báo chí truyền thông giúp "kiện toàn tổ chức và hoạt động của các cơ quan tiến hành tố tụng", đồng thời tổng thuật vụ án này cho thấy "kết luận của các cơ quan tiến hành tố tụng không đúng với các thông tin trên báo chí" trong "giai đoạn điều tra".
Năm 2013, cựu Chủ nhiệm Ủy ban Pháp luật của Quốc hội Vũ Đức Khiển nhận định vụ án là "ví dụ điển hình cho việc sử dụng súng trong trường hợp không cần thiết gây tác hại lớn như thế nào".

### Luật Giám định tư pháp
Ủy viên thường trực Ủy ban Quốc phòng và An ninh của Quốc hội Nguyễn Mai Bộ nêu vụ án cầu Chương Dương "đã bao lần giám định của công an không ra được, đến khi giao giám định quân đội mới ra"; đồng thời đề nghị "phải trưng cầu [giám định pháp y] từ cơ quan khác" thay vì "chỉ thay đổi giám định viên" khi trưng cầu giám định lại theo Điều 34 Luật Giám định pháp y hiện hành. Đại biểu Nguyễn Quang Dũng muốn thành lập "Phòng Giám định kỹ thuật hình sự" của Viện Kiểm sát nhân dân tối cao khi nêu "vụ án cầu Chương Dương" và "vụ án gài bẫy ma túy vào ô tô" với kết quả giám định bế tắc từ phía Bộ Công an. Buổi chiều ngày 21 tháng 5 năm 2020, Quốc hội Việt Nam thống nhất thành lập Phòng Giám định kỹ thuật hình sự thuộc Viện Kiểm sát nhân dân tối cao, một tổ chức giám định tư pháp công lập về kỹ thuật hình sự, chức năng giám định âm thanh và hình ảnh từ các dữ liệu điện tử; một cơ quan giám định tư pháp ngoài Bộ Công an.

### Quyền nổ súng của Công an
Ngày 2 tháng 7 năm 1984, Hội đồng Bộ trưởng Việt Nam ban hành Nghị định số 94-HĐBT quy định về quản lý vũ khí và vật liệu nổ theo đề nghị từ Bộ Công an. Ngày 20 tháng 6 năm 2011, Ủy ban Thường vụ Quốc hội ban hành Pháp lệnh số 16/2011/UBTVQH12 về "quản lý, sử dụng vũ khí, vật liệu nổ và công cụ hỗ trợ".
Năm 2013, Bộ Công an trình dự thảo nghị định quyền nổ súng của người thi hành công vụ, xuất hiện quan điểm cho rằng nghị định này không cần thiết và chồng chéo với Pháp lệnh 16/2011/UBTVQH12, quan điểm khác lại cho rằng Pháp lệnh 16/2011/UBTVQH12 chưa cụ thể. Ngày 22 tháng 3 năm 2013, cựu đại biểu Quốc hội Việt Nam Nguyễn Minh Thuyết cho rằng "vụ án cầu Chương Dương" sẽ khó điều tra nếu công an được quyền nổ súng vào "đối tượng chống người thi hành công vụ". Ông kết luận "Không thể quyết tính mạng của dân bằng nghị định và ủy thác cho một nhân viên hay một nhóm nhân viên công lực chiếu theo đó tùy ý thi hành". Phó Chủ nhiệm Hội đồng Tư vấn về Dân chủ - Pháp luật (thuộc Uỷ ban Trung ương Mặt trận Tổ quốc Việt Nam) Lê Đức Tiết cho rằng nếu Nghị định này được áp dụng sẽ là "vi hiến", sẽ gây lạm quyền của những người thi hành công vụ như vụ cưỡng chế đất tại Tiên Lãng. Ngày 17 tháng 12 năm 2013, chính phủ Việt Nam ban hành Nghị định số 208/2013/NĐ-CP về "quy định các biện pháp phòng ngừa, ngăn chặn và xử lý hành vi chống người thi hành công vụ".